# Mannala
El mannala o mannele ("homenet" en alsacià), Stutenkerl, Weckmann o altres noms a Alemanya, Boxemännchen a Luxemburg, entre d'altres denominacions regionals, és un brioix amb forma humana que es menja tradicionalment per la festa de Sant Nicolau (6 de desembre) o de Sant Martí (11 de novembre) a Alemanya, Alsàcia, Suïssa, Luxemburg i altres zones d'Europa amb influència germànica. El mannala pot portar panses o trossets de xocolata i tradicionalment se sol acompanyar de xocolata desfeta.